# Ton Witbaard
Ton Witbaard (26 augustus 1953) is een Nederlands voormalig voetballer die uitkwam voor FC Utrecht en Go Ahead Eagles. Hij speelde als linkervleugelverdediger.